# Tour d'Érythrée 1946
Le Tour d'Érythrée 1946 (Tour of Eritrea 1946 en anglais), ou Tour de l'Érythrée 1946, officiellement Primo Giro dell'Eritrea 1946 en italien, est la 1er édition du Tour d'Érythrée et a eu lieu en 1946, le 1er novembre. Course cycliste organisée par les érythréens italiens, elle se déroule en plusieurs étapes ; le parcours reliant les deux plus grandes villes de l'ancienne colonie italienne devenue une administration britannique, Asmara et Massaoua. Tous les coureurs sont italiens, les érythréens ne pouvant pas participer à la course.
Trente-quatre coureurs italiens prennent le départ à Massaoua, ce qui fait de ce tour d'Érythrée l'unique tour sans érythréens et l'unique tour d'Érythrée remporté par un italien.

## Naissance du Tour
Le cyclisme, un sport très pratiqué par les italiens, est rapidement devenu le sport préféré en Érythrée quand les colons italiens, venu en Érythrée pour gérer la colonie, ont apporté ce sport dans la corne africaine. Pendant la Seconde Guerre mondiale, l'Italie perd le contrôle de l'Érythrée et c'est le Royaume-Uni qui en assure dès lors l'administration.
En 1946, alors que les quelques 40 000 italiens qui sont restés en Érythrée connaissent des difficultés sous la nouvelle administration, dans un contexte d'après-guerre dans lequel l'Italie, alliée de l'Allemagne nazie, perd face aux alliés, dont le Royaume-Uni, un groupe d'italiens décide de mettre en place la première course à étapes d'Érythrée.

## Déroulement du Tour
Le Tour démarre le 1er novembre 1946 à Massaoua et se termine une semaine plus tard, après plusieurs étapes, dans la capitale, Asmara. Ce sont trente-quatre coureurs italiens qui prennent part au Tour. Trois équipes se partagent les coureurs : l'A.C. Piemonte, le G.S. Bar Cavour et le S.C. Decamerè.
Le podium final est logiquement italien ; la compétition est remportée par Barilà Nunzio, suivi de Domenico Oggero tandis que Giovanni Bizzotto clôture le podium.